# Gare de Cheonan – Asan
La gare de Cheonan – Asan (hangeul : 천안아산역hanja=天安牙山驛, sous nommée en anglais (Onyangoncheon)) est une gare ferroviaire de trains à grande vitesse, établie sur la LGV Séoul-Pusan et la LGV Honam (en). Elle est située au 100 Hope Road, dans le bourg Baebang-eup, sur le territoire de la ville Asan-si en partie sur la limite de celui de la ville Cheonan-si, dans la province Chungcheongnam-do, au sud-ouest de Séoul, en Corée du Sud.
Elle est desservie par les Korea Train Express (KTX) qui circulent entre Séoul et Busan ou Mokpo. Elle est en correspondance avec la gare d'Asan desservie par des trains voyageurs Korail de la ligne Janghang et la station Asan de la ligne 1 du métro de Séoul.

## Situation ferroviaire
La gare de Cheonan – Asan est située au point kilométrique (pk) 96,0 de la LGV Séoul-Pusan (dite aussi LGV Gyeongbu), entre la gare de Gwangmyeong, en direction du terminus de la gare de Séoul, et la gare d'Osong (en) en direction du terminus en gare de Pusan.

## Histoire
La gare de Cheonan – Asan est mise en service le 1er avril 2004 sur la LGV Séoul-Pusan.
Le 30 mars 2007 elle est mise en correspondance avec la gare Asan de la ligne Janghang, et le 15 décembre 2008 avec la station Asan de la ligne 1 du métro de Séoul,.

## Service des voyageurs

### Accueil
La gare est située au 100 Hope Road, dans le bourg Baebang-eup. Les voies passant en aérien, les quais sont établis au quatrième étage.

La gare
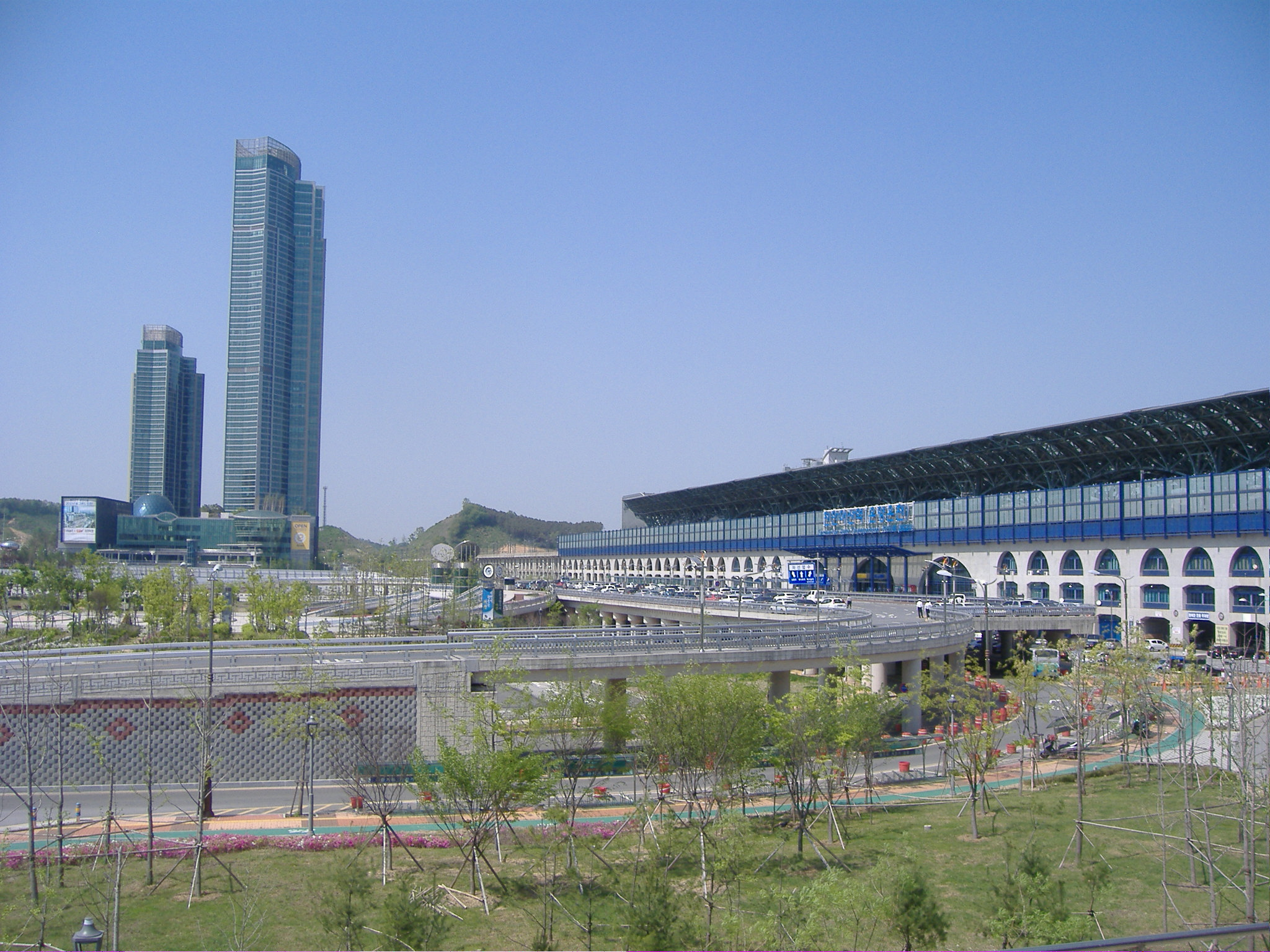
En 2012.
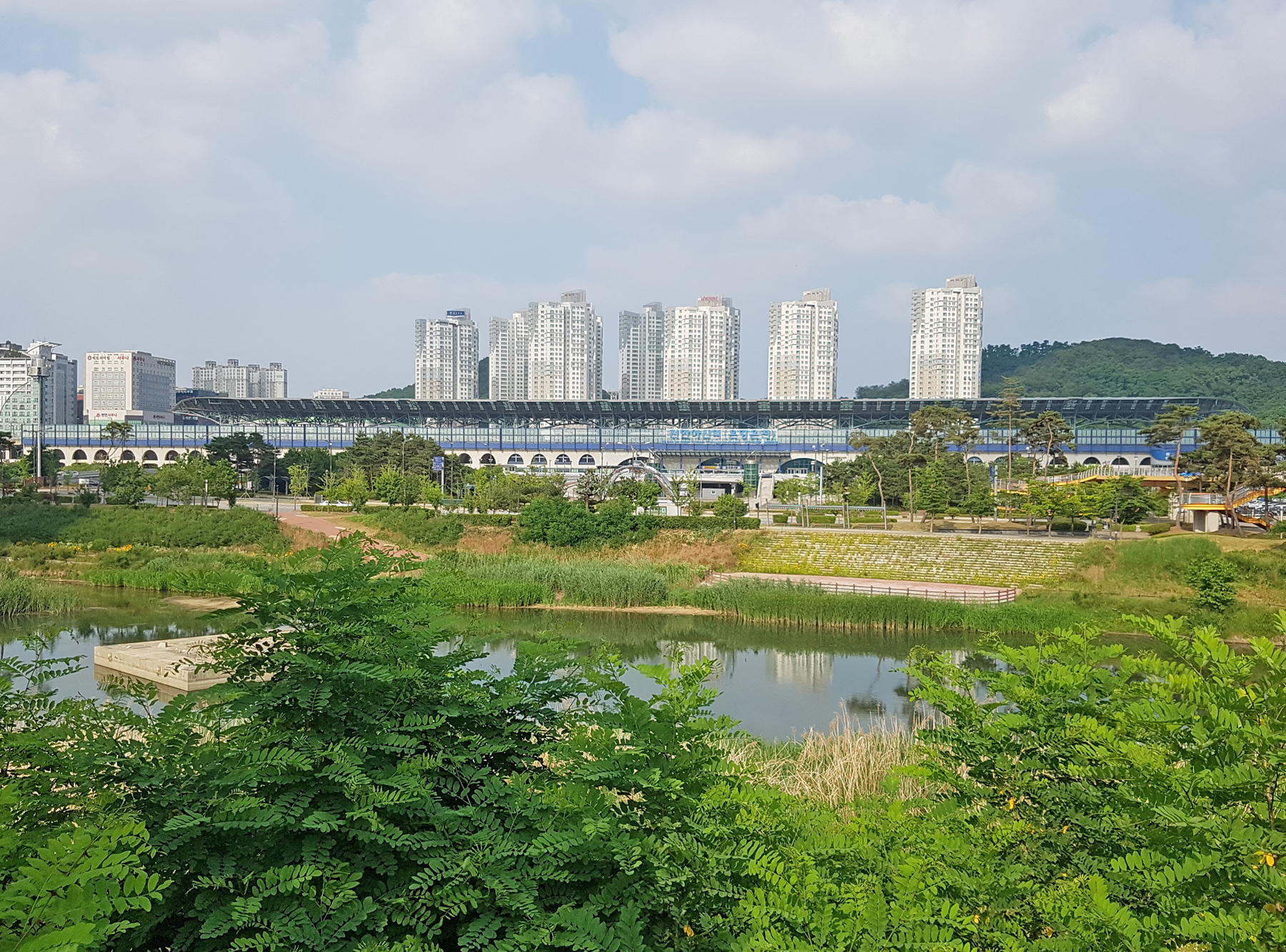
En 2020.
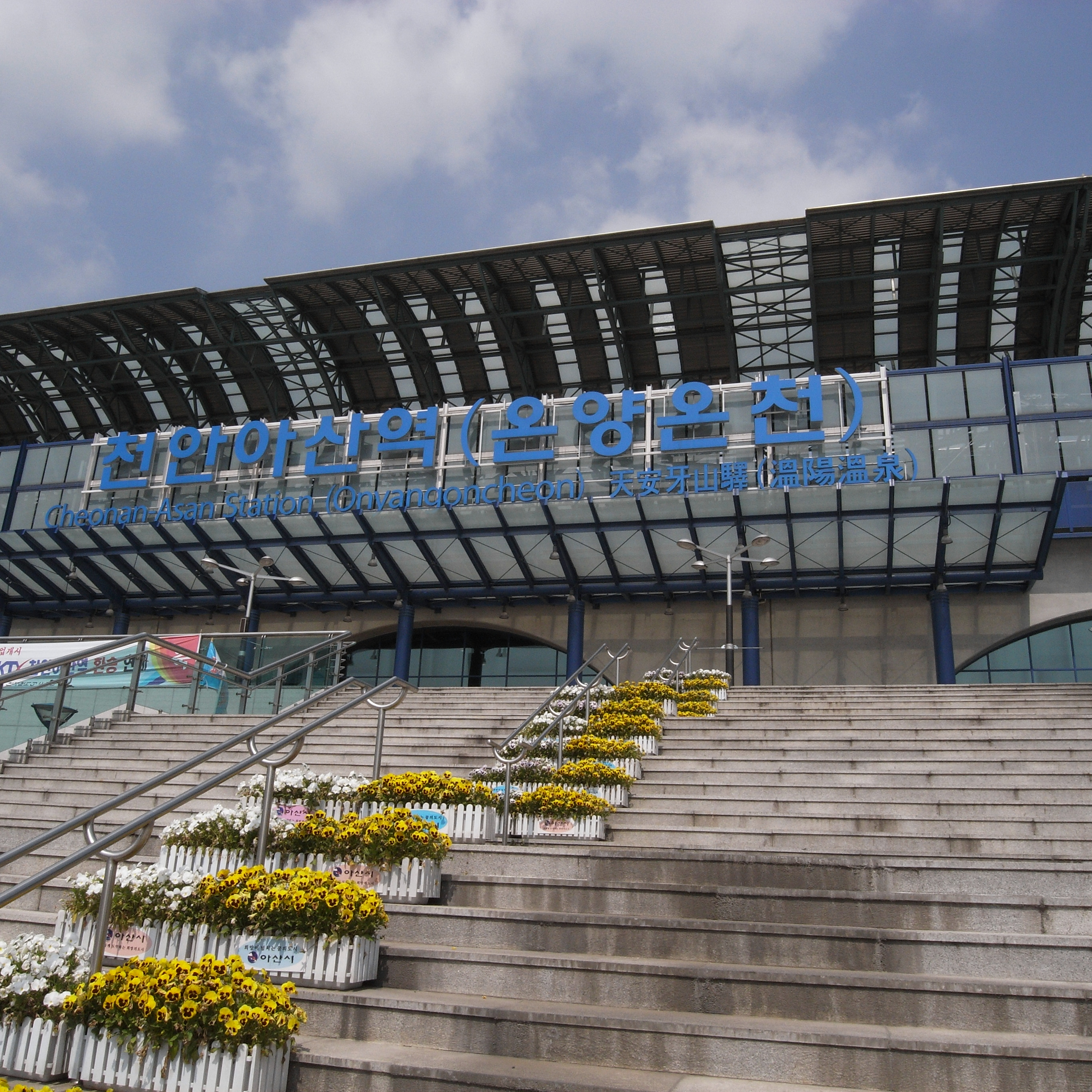
En 2007.

### Desserte
Cheonan – Asan est desservie par les trains Korea Train Express (KTX) de la LGV.

Installations et desserte
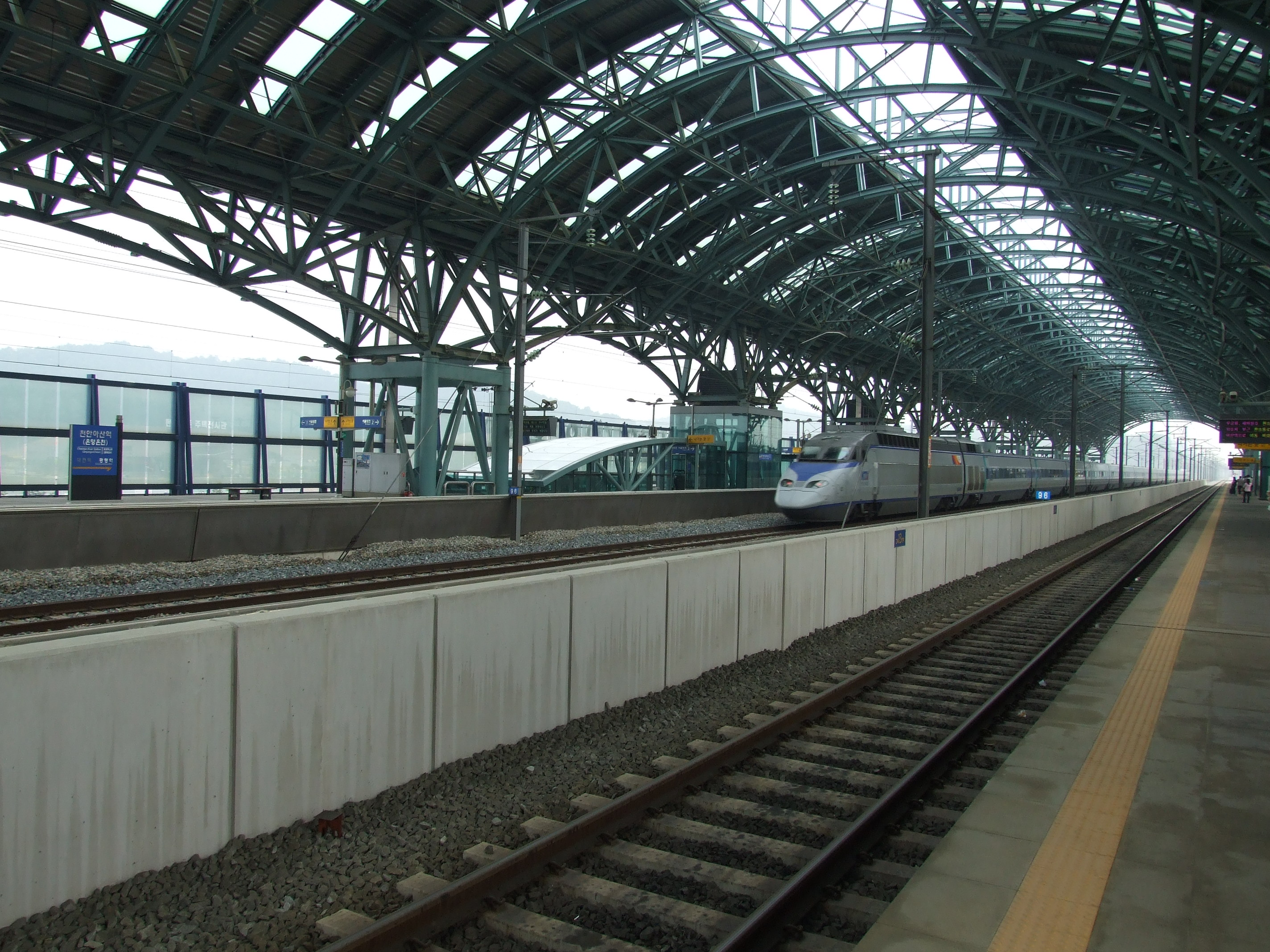
En 2008.
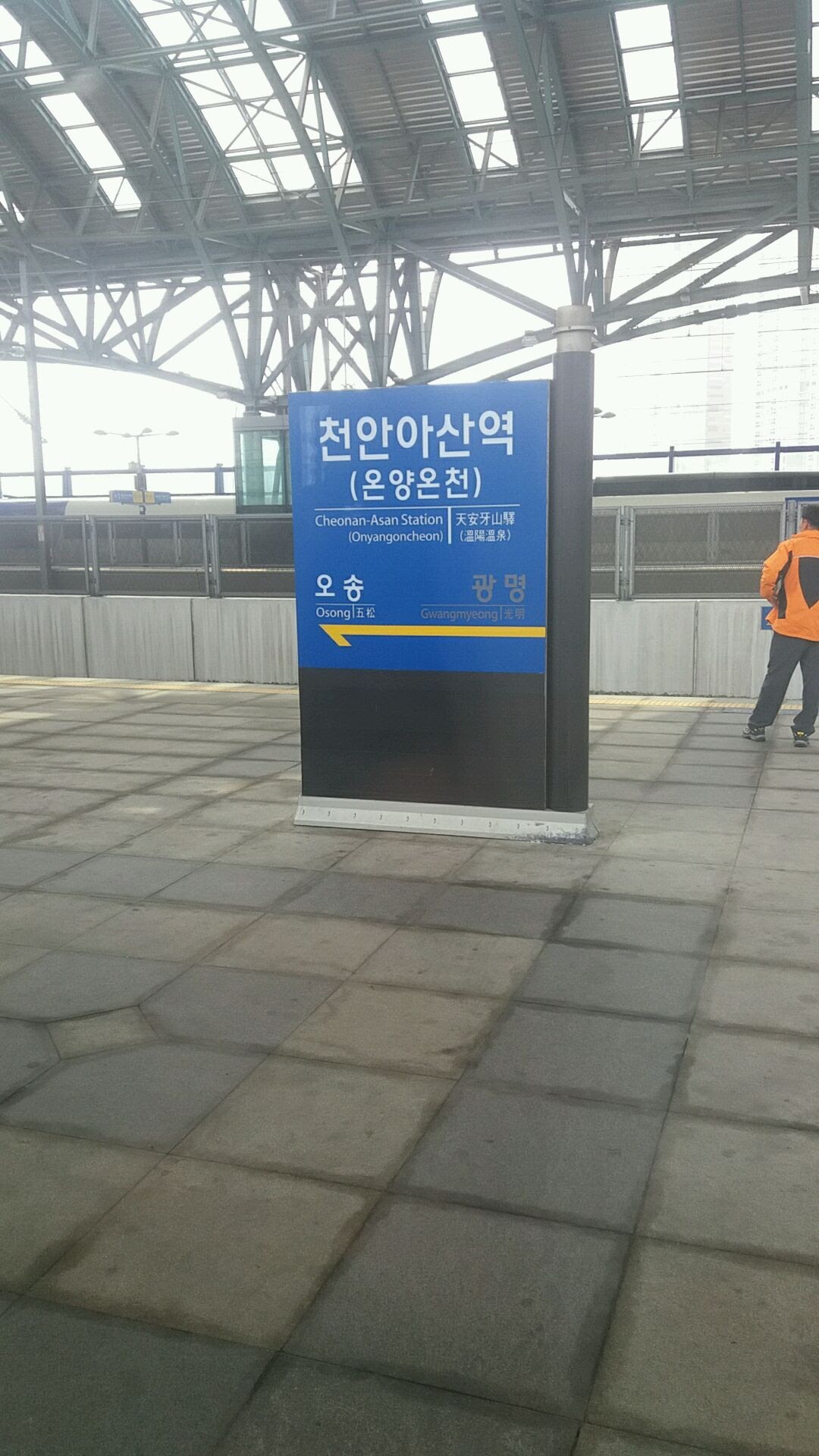
En 2017.
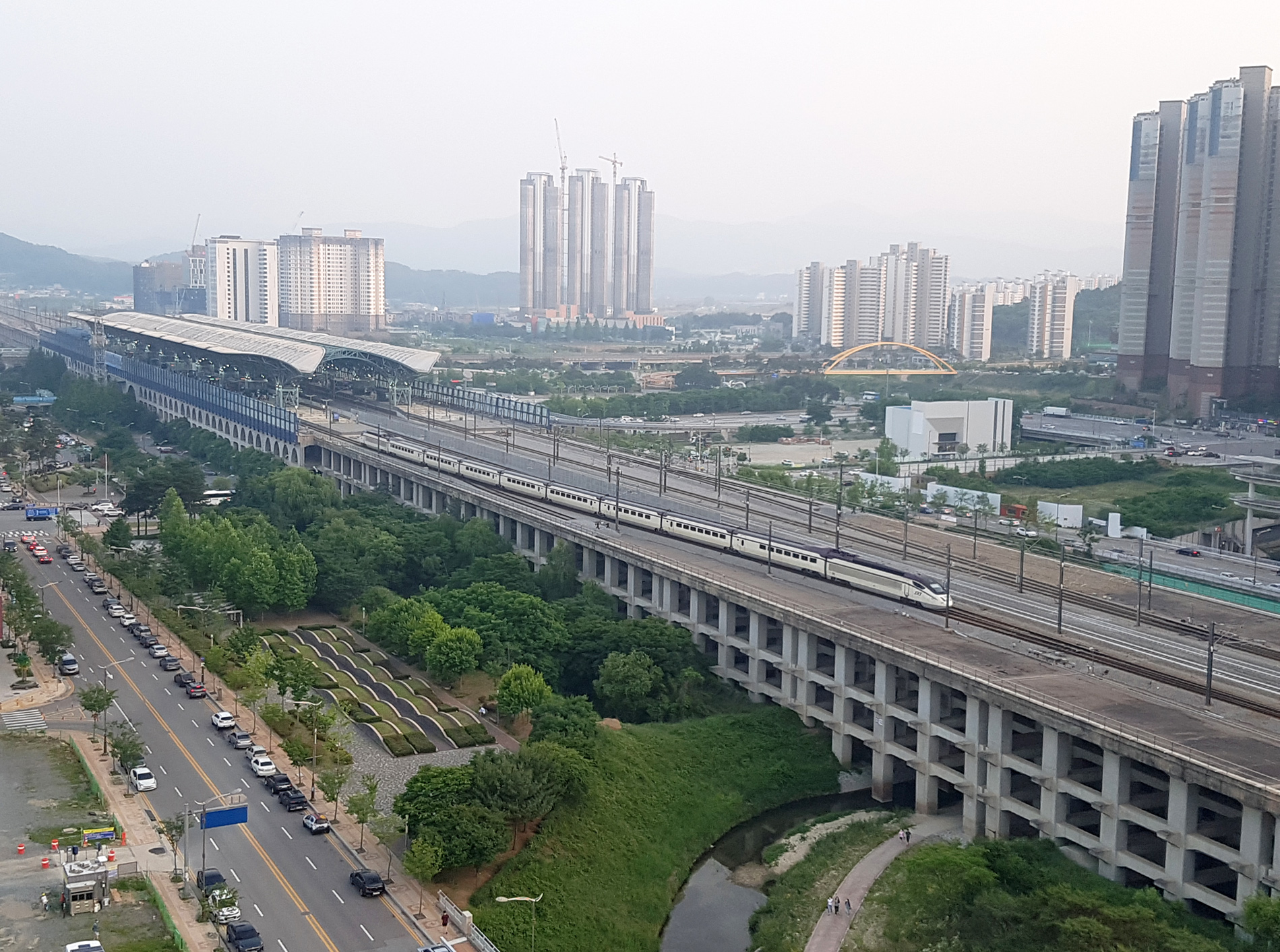
En 2020.

### Intermodalité
Elle est en correspondance directe : avec la gare d'Asan, de la ligne Janghang, desservie par des trains voyageurs Saemaeul et Mungunghwa ; et avec la station Asan de la ligne 1 du métro de Séoul.